# Pacto Ribbentrop-Mólotov
El Tratado de no Agresión entre Alemania y la Unión de Repúblicas Socialistas Soviéticas (URSS), de manera oficial, también conocido como Pacto Ribbentrop-Mólotov o Pacto de no agresión nazi-soviético, fue firmado entre la Alemania nazi y la Unión Soviética por los ministros de Asuntos Exteriores de estos países, Joachim von Ribbentrop y Viacheslav Mólotov respectivamente. El pacto se firmó en Moscú el 23 de agosto de 1939, nueve días antes de iniciarse la Segunda Guerra Mundial. Así, al iniciar la guerra se repartieron el territorio de la Segunda República polaca, estableciendo su frontera en el río Vístula. Los efectos del tratado fueron disminuyendo con la creciente hostilidad entre ambos regímenes totalitarios hasta 1941 cuando los nazis decidieron invadir a los soviéticos.
El Pacto Ribbentrop-Mólotov, precedido por el Acuerdo de crédito germano-soviético, fue seguido por el Tratado Germano-Soviético de Amistad, Cooperación y Demarcación y el inicio de conversaciones sobre la entrada de la URSS al Eje.

## Términos

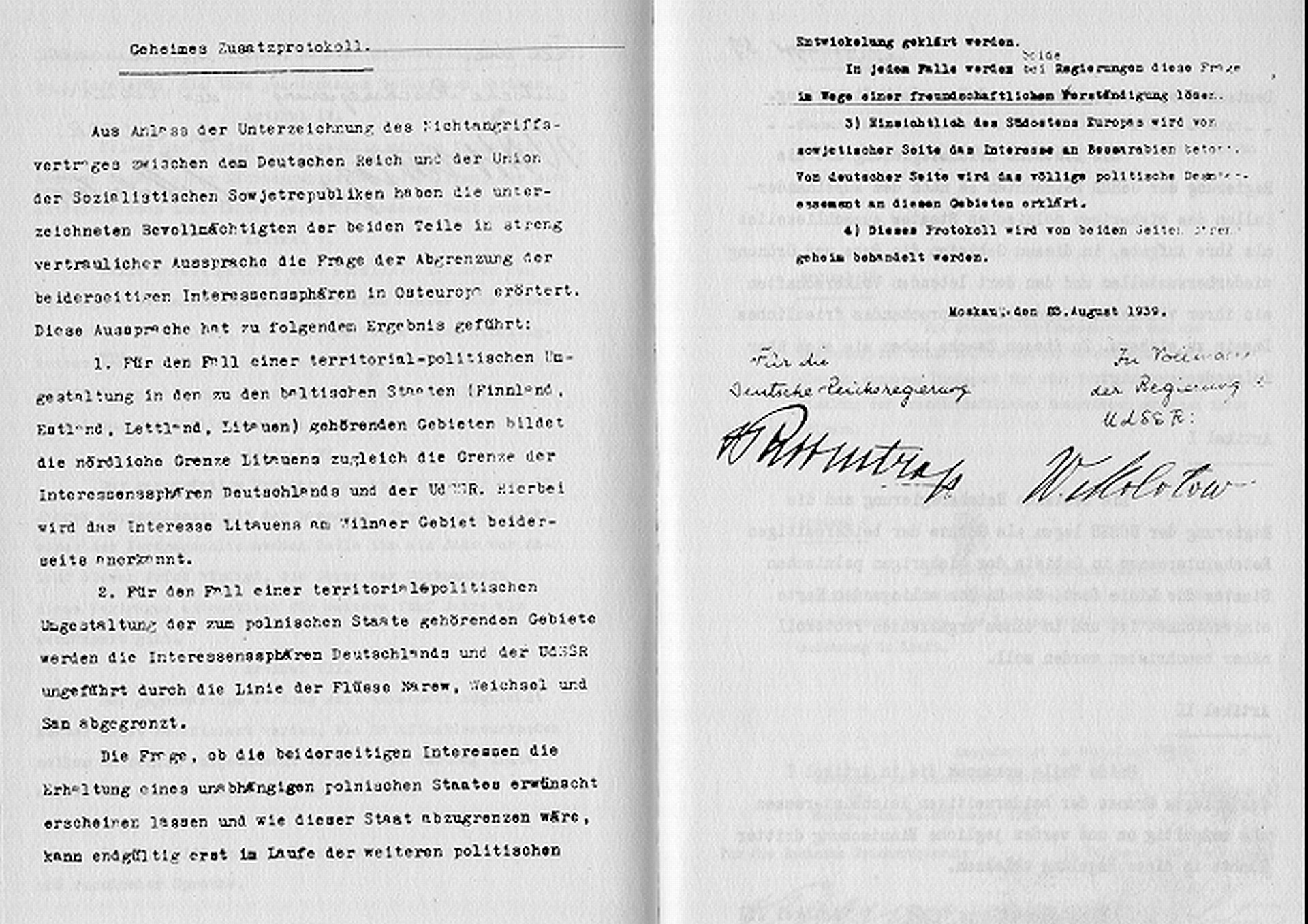
Protocolo adicional secreto del pacto firmado por Ribbentrop y Mólotov.

El tratado contenía cláusulas de no agresión mutua, así como un compromiso para la solución pacífica de las controversias entre ambas naciones mediante consultas mutuas. A ello se agregaba la intención de estrechar vínculos económicos y comerciales otorgándose tratos preferenciales, así como de ayuda recíproca: El principal elemento era que ninguno de los países celebrantes entraría en alguna alianza política o militar contraria al otro, lo cual implicaba en la práctica que la Unión Soviética rechazaría integrarse a cualquier bloque formado contra la Alemania nazi.
No obstante el tratado contenía un Protocolo adicional secreto (solo para conocimiento de los jerarcas de ambos gobiernos, no revelado al público) donde Alemania y la Unión Soviética definían el reparto de la Europa Oriental y central fijando los límites de la influencia alemana y soviética mediante mutuo acuerdo, determinando que ambos fijaban pactos para no interferir en sus zonas de influencia mientras reconocían los intereses de cada uno sobre ciertos territorios de Europa Oriental.
Así, el Pacto establecía que Polonia quedaría como zona de influencia que se repartirían entre ambos estados mediante un común acuerdo que tuviese en cuenta los intereses mutuos, mientras que la Unión Soviética lograba que Alemania reconociese a Finlandia, Estonia, Letonia y Besarabia como zonas de interés y, más tarde, también a Lituania, aunque a cambio la Unión Soviética se comprometía a respetar los intereses especiales de Alemania sobre la ciudad de Vilna.

## Efectos

Mapa de las fronteras acordadas en el pacto Ribbentrop-Mólotov, y mapa de las fronteras a las que se llegó realmente en 1939.

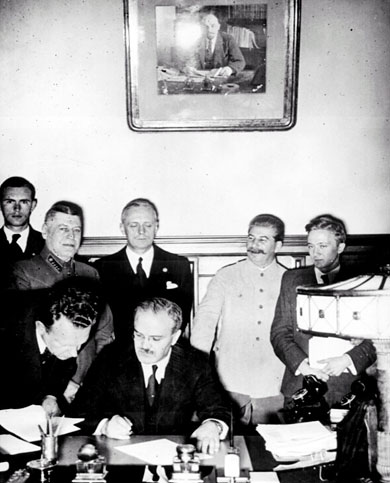
Firma del Pacto de No Agresión entre Alemania y la Unión Soviética (Pacto Mólotov-Ribbentrop). 23 de agosto de 1939

El pacto conmocionó a Europa, a pesar de los intentos que Stalin había hecho durante meses por negociar una alianza con el Reino Unido y Francia. Para muchos resultaba incomprensible que dos potencias tan enfrentadas pudieran ponerse de acuerdo en un pacto de no agresión en tan poco tiempo. Especial fue el caso de los fascistas en Europa que rechazaron semejante acuerdo con un Estado considerado "enemigo" por su ideología comunista, así como de numerosos simpatizantes comunistas que se desencantaron de la Unión Soviética por haber suscrito un "pacto de no agresión" con el régimen nazi que siempre había sido considerado su principal enemigo.
No obstante, los partidos comunistas bajo influencia de la Unión Soviética que lideraba la Komintern, justificaron el Pacto y siguieron las órdenes de Stalin de cesar la propaganda contra el fascismo y atacar a las democracias occidentales enemigas de la Alemania nazi. Los militantes del Partido Comunista Francés rehusaron prestar servicio militar cuando Francia declaró la guerra a Alemania en septiembre de 1939, acusando al gobierno francés de lanzar una "guerra imperialista", saboteando el esfuerzo bélico de su país; similar conducta observaron los comunistas del Reino Unido y otros países. Por su parte Alemania abandonó el Pacto Antikomintern.

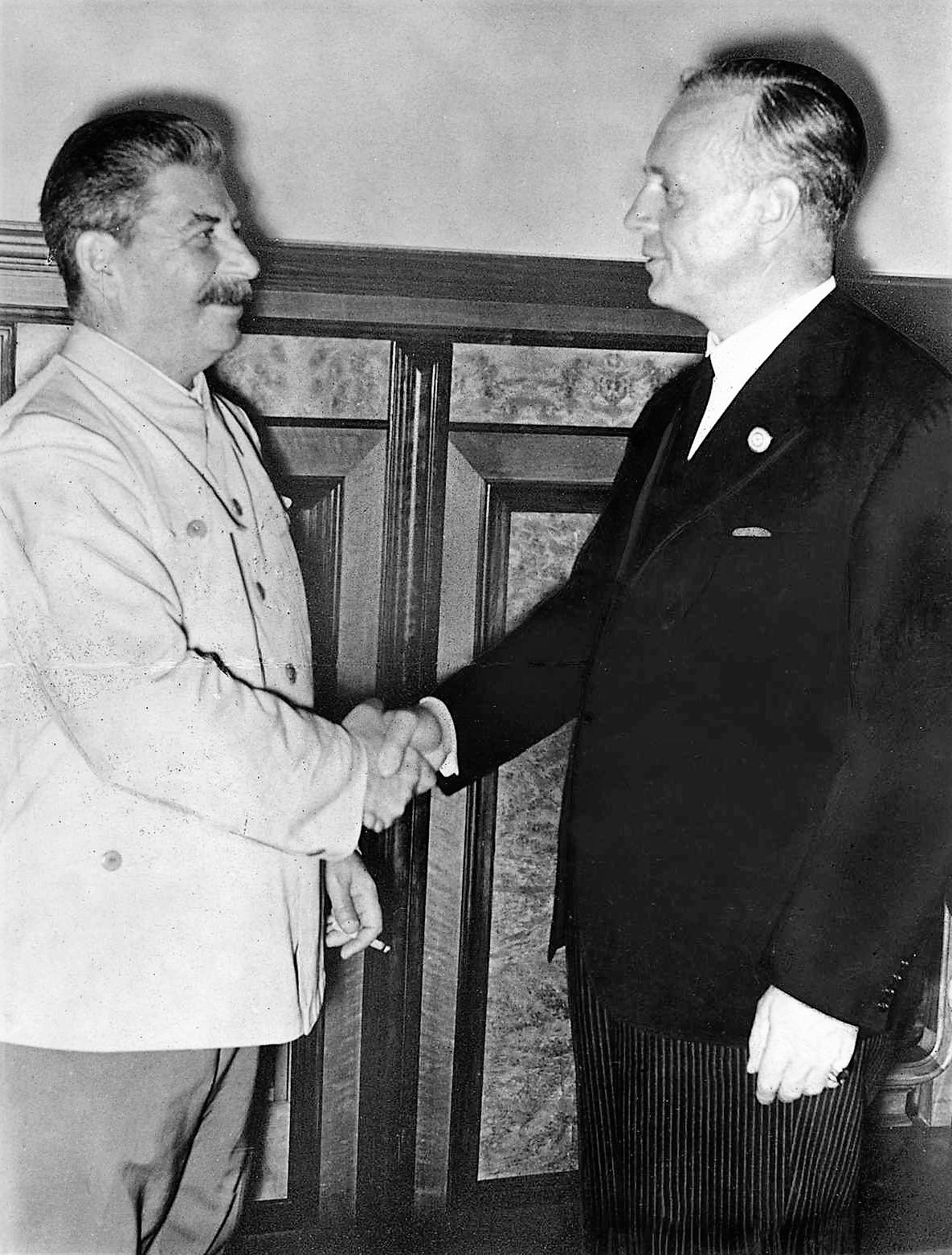
El saludo de Stalin y Ribbentrop en el Kremlin.

La consecuencia fue la invasión de Polonia por Alemania en septiembre de 1939, ante lo cual la Unión Soviética no solo rechazó condenar la actuación germana sino que lanzó su propia invasión contra Polonia 16 días después. De idéntica forma, Alemania guardó silencio ante el ataque lanzado contra Finlandia por parte de la Unión Soviética, durante la Guerra de Invierno, en diciembre de ese año. En junio de 1940 la Unión Soviética se anexionó Estonia, Lituania y Letonia, justo después del triunfo alemán en la batalla de Francia, y se anexó territorios del Reino de Rumanía.
Después de la victoria de la Wehrmacht en la batalla de Francia en junio de 1940 y ya en la Segunda Guerra Mundial, las relaciones germano-soviéticas se volvieron cada vez más tensas, aun cuando ambos Estados mantuvieron un importante intercambio comercial durante muchos meses. Hitler consideraba el pacto germano-soviético un asunto temporal, pues no había renunciado a la idea de expandir el territorio alemán hacia el Este y de aniquilar el comunismo. En una conferencia secreta el 31 de julio de 1940, los alemanes tomaron la decisión de invadir la Unión Soviética en la primavera de 1941, en un plan que tenía el nombre de «Operación Barbarroja».

## Relaciones nazi-soviéticas

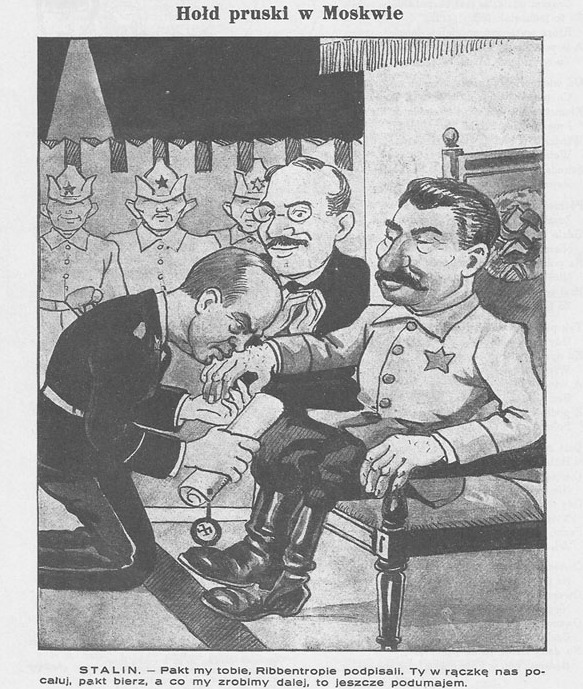
Caricatura polaca del 8 de septiembre de 1939. Ribbentrop rinde pleitesía a Stalin en Moscú.

Las relaciones entre ambos países empezaron a empeorar ante la presencia de tropas alemanas en Finlandia y Rumania además de una desafortunada visita de Viacheslav Mólotov a Berlín en noviembre, cuando el jerarca soviético no ocultó su preocupación por los triunfos bélicos de Alemania y su enorme poderío militar, mientras ponía en duda la posibilidad que el Reino Unido capitulase pronto.
En tanto Hitler no había renunciado a su proyecto de expansionismo contra la Unión Soviética (ya trazado desde que escribiera Mein Kampf); los preparativos para la «Operación Barbarroja» se hicieron rápido, y la decisión de atacar a la Unión Soviética fue confirmada por Hitler en una asamblea de guerra el 18 de diciembre de 1940. Alemania atacó a la Unión Soviética el 22 de junio de 1941, al invadir el territorio polaco anexado por la Unión Soviética en septiembre de 1939. Así se inició una campaña militar que no terminó hasta mayo de 1945 con la derrota alemana.

## Descubrimiento y publicación de las cláusulas secretas
Los documentos oficiales de la Alemania nazi alusivos al Pacto, incluyendo el Protocolo adicional secreto, fueron descubiertos tras el final de la guerra por tropas británicas en archivos abandonados por el Tercer Reich, y se revelaron al público poco después. Durante décadas de la Guerra Fría, la política oficial de la Unión Soviética fue negar la existencia de tales "cláusulas secretas" del Pacto y admitir como auténticos solo los términos referidos a la no agresión mutua. La Unión Soviética calificó tempranamente como "falsificaciones" los documentos hallados en los archivos alemanes.
No fue sino tras la gran manifestación denominada Cadena Báltica, en agosto de 1989 (en su quincuagésimo aniversario), cuando se creó una comisión especial en la Unión Soviética para investigar la existencia de las "cláusulas secretas", cuya conclusión fue afirmativa. Como resultado de las protestas populares en los países bálticos y la presión internacional, el gobierno soviético presidido por Gorbachov, en el marco de su política de glásnost (apertura) emitió una declaración oficial admitiendo como verdadero el contenido del Protocolo Adicional Secreto del Pacto, reconoció que se planificaba un "reparto" nazi-soviético de Europa Oriental en "zonas de influencia", y condenó el Pacto.
El 24 de diciembre de 1989, el Congreso de los Diputados del Pueblo de la Unión Soviética condenó la firma del Protocolo adicional secreto del Tratado, así como la de otros documentos secretos firmados entre la Unión Soviética y Alemania nazi aunque sin llegar a declarar como "ocupación" a la intervención militar soviética de 1940 como sí lo han calificado en Estonia, Letonia, y Lituania.
En junio de 2019, en vísperas de cumplirse el 80.º aniversario de la firma del Pacto, el Departamento histórico-documental del ministerio de Exteriores de Rusia por primera vez ha publicado las imágenes originales del documento. En tanto que el ministerio de Defensa publicó algunos documentos de sus archivos referentes a la invasión soviética de Polonia de 1939.
Historiadores como Ludo Martens y Grover Furr han expuesto en el siglo XXI una narrativa alternativa en la que el Pacto fue clave para que la URSS tuviese tiempo de reorganizar, movilizar e incrementar la industria militar que les habría permitido vencer a Alemania en la Segunda Guerra Mundial.

## Condena internacional
El 1 de septiembre de 2019, en el 80.º aniversario del estallido del conflicto, Alemania pidió perdón a Polonia por las víctimas causadas en la Segunda Guerra Mundial.
El 19 de septiembre de 2019, el Parlamento Europeo aprobó la resolución denominada Importancia de la memoria histórica europea para el futuro de Europa en la que, entre otras consideraciones, dice que la institución:

2.  Pone de relieve que la Segunda Guerra Mundial, la guerra más devastadora de la historia de Europa, fue el resultado directo del infame Tratado de no Agresión nazi-soviético de 23 de agosto de 1939, también conocido como Pacto Mólotov-Ribbentrop, y sus protocolos secretos, que permitieron a dos regímenes totalitarios, que compartían el objetivo de conquistar el mundo, repartirse Europa en dos zonas de influencia;
3.  Recuerda que los regímenes nazi y comunista cometieron asesinatos en masa, genocidios y deportaciones y fueron los causantes de una pérdida de vidas humanas y de libertad en el siglo XX a una escala hasta entonces nunca vista en la historia de la humanidad; recuerda, asimismo, los atroces crímenes del Holocausto perpetrado por el régimen nazi; condena en los términos más enérgicos los actos de agresión, los crímenes contra la humanidad y las violaciones masivas de los derechos humanos perpetrados por los regímenes comunista, nazi y otros regímenes totalitarios".

La resolución fue aprobada con 535 votos a favor, 66 votos en contra y 52 abstenciones.